# Bruno Boscardin
Bruno Boscardin, (Grand-Saconnex, 2 de febrer de 1970) va ser un ciclista suís, que fou professional entre 1993 i 2000. Malgrat néixer a Suïssa, Boscardin tenia la nacionalitat italiana, fins que es va naturalitzar suís el 5 de març de 1997. De la seva carrera esportiva destaquen el triomf al Tour de l'Alt Var i una etapa a la París-Niça.
El 2009 va crear la Fundació Bruno Boscardin, una entitat sense ànim de lucre, que té com a missió donar suport al ciclisme a la Romandia.

## Palmarès
- 1988
  - Vencedor d'una etapa al Tour al País de Vaud
- 1994
  - Vencedor d'una etapa a la Hofbrau Cup
- 1996
  - 1r al Tour de l'Alt Var
  - Vencedor d'una etapa a la París-Niça
  - 1r a la París-Mantes-en-Yvelines
- 1997
  - Vencedor d'una etapa al Tour del Llemosí
- 1999
  - 1r al Tour del llac Léman
  - Vencedor d'una etapa a la Setmana Catalana

### Resultats al Tour de França
- 1993. Abandona (11a etapa)
- 1995. Abandona (15a etapa)
- 1996. 80è de la classificació general

### Resultats al Giro d'Itàlia
- 1995. Abandona (19a etapa)
- 1996. 80è de la classificació general
- 1997. 66è de la classificació general
- 1998. Fora de temps (17a etapa)